# Kontorniat

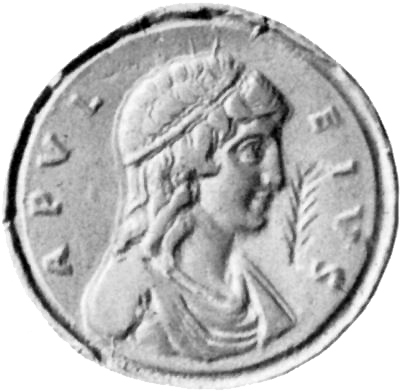
Kontorniat z drugiej połowy IV wieku n.e. z wyobrażeniem Apulejusza

Kontorniat (z wł. contorno – zarys, kontur, obrys) – rodzaj rzymskiego medalionu w kształcie sporej, cienkiej płytki z obustronną, wgłębioną obwódką pola, pochodzący z czasów późnego cesarstwa i o nierozpoznanym dotychczas przeznaczeniu.

## Opis
Mimo łudzącego podobieństwa kontorniaty nie są medalionami. Łatwo je odróżnić po polu wyodrębnionym w otoku wyraźnym rowkiem (bruzdowaniem). Na stronie licowej noszą podobizny rzymskich władców (od Kaliguli do Antemiusza), wielkich ludzi starożytności (np. Homera, Solona, Euklidesa, Pitagorasa, Sokratesa, Apoloniusza z Tyany, Apulejusza, a nawet Olimpias), pogańskich bóstw (Kybele i Attysa) względnie bohaterów (np. Aleksandra Wielkiego jako Heraklesa, lecz także nagradzanych na igrzyskach zapaśników albo woźniców zaprzęgów wyścigowych). Na rewersie umieszczane są kopie z istniejących monet, sceny mitologiczne, nader często też spotykane przedstawienia scen cyrkowych (np. sceny z hipodromu z wyścigami zaprzęgów) bądź teatralnych. Nierzadko towarzyszą im monogramy, jak np. znak palmy, liści bluszczu bądź litery P, E, których znaczenia nie wyjaśniono ostatecznie.
Mniej więcej wielkości sesterców, z reguły o średnicy 37-40 mm, bite były najczęściej w brązie lub mosiądzu (nigdy w srebrze czy złocie), lecz z rzadka spotykane są i inne stopy (np. z ołowiem). Z uwagi na cieńszy krążek waga ich jest niższa niż medalionów.

## Badania i datowanie
Obiekty te od dawna intrygowały badaczy i znawców starożytności. Zapewne jako pierwszy skrupulatnie badał je i opisywał erudyta Sigebert Havercamp (1683-1742); zajmował się nimi także J. Eckhel w swym fundamentalnym dziele oraz C. Cavedoni (1858). F. Gnecchi wprawdzie uwzględnił je szerzej w swoim dziele o medalionach, lecz wcześniej osobną publikację poświęcił im J. Sabatier (1860).
Obecnie znanych jest kilkaset rozmaitych typów zachowanych dotąd kontorniatów. Wydaje się, że wszystkie zostały wykonane w mniej więcej tym samym okresie, jakkolwiek co do ich jednakowego datowania brak zgodności. Francuski badacz i erudyta Jean Hardouin przypisywał im pochodzenie z mniej więcej XIII wieku; inni badacze starożytności przesuwali ich powstanie o kilkaset lat wcześniej, jednakże z domniemaniem, iż tradycyjnie wywodzą się one ze starożytnej Grecji. W przeszłości odnoszono je również do III-IV wieku n.e. Współcześnie przeważa jednak pogląd, iż wypuszczano je w czasach Konstantyna oraz jego następców i że pojawiają się ok. 340 roku, a obecne są do V stulecia włącznie.

## Przeznaczenie

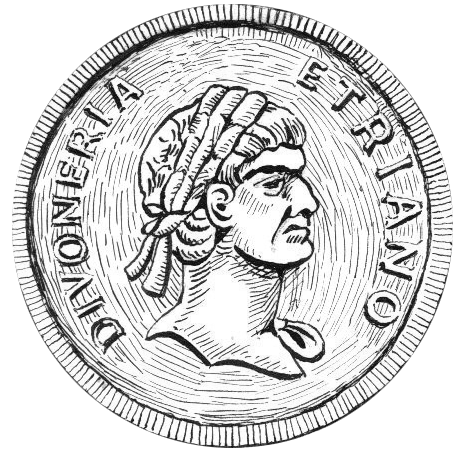
Inny przykład kontorniata (przerys)

Co do zastosowania kontorniatów i celu ich wytwarzania, dotychczas również brak w nauce zgodności. Zasadniczo wyklucza się ich rolę jako monety, choć dopuszcza się ewentualność, iż niektóre podobne do niej egzemplarze mogły być – wobec niedostatku drobnego pieniądza rozmiennego w V stuleciu, wykorzystywane właśnie w tym charakterze. Sądząc po nawiązaniach do cyrków i po scenach umieszczanych na rewersie, mogły jednak stanowić swoiste bilety wstępu lub sztony używane podczas widowisk cyrkowych, bądź też rodzaj liczmanów do gier. Dopuszczano nawet ich zastosowanie w charakterze używanych w grach fantów względnie nagród. Widziano w nich także nagrody w zawodach sportowych, talizmany chroniące przed niepowodzeniami i przynoszące szczęście, jak również medale pamiątkowe rozdawane podczas uroczystości i widowisk, a odgrywające okazyjnie rolę propagandową.
Jako bardzo prawdopodobne przyjmowano, iż stanowiły figury (pionki) dla jakiejś gry, po której ślad bezpowrotnie zaginął. Poza racjami logicznymi przemawiałby za tym również stan zachowania poszczególnych egzemplarzy, których rewersy częstokroć są wygładzone i bardziej podniszczone od strony licowej.  Mogła być to gra podobna do dzisiejszych warcabów lub szachów, zaś szczególny sposób wykonania krążków ułatwiał przesuwanie ich po płaszczyźnie.
Niektórzy raczej skłonni są w nich widzieć żetony do gry bądź znaki wstępu (tessery) na wielkie imprezy publiczne. W tym znaczeniu miałyby stanowić przejaw tradycyjnej kultury Rzymian, tj. materialne świadectwo uroczystych obchodów i publicznych widowisk, czyli wspomnianą w jednym z późnorzymskich edyktów pecunia spectaculis; zarazem ocalały dowód zaznaczający podział między dawną tradycją ludności wciąż pogańskiej a nową – ludności „obcej”, bo nawróconej już na chrześcijaństwo.
A. Alföldi domniemywał ich wykorzystywanie jako swoistego środka propagandy opozycyjnych kręgów senatorskich wobec chrześcijańskich cesarzy, co tłumaczyłoby częste wyobrażenia bóstw pogańskich oraz  władców wrogich chrześcijaństwu, jak Neron czy Kaligula. Byłby to rodzaj pogańskich amuletów rozdawanych podczas obchodów Saturnaliów dla zaakcentowania i podtrzymania wartości dawnej religii. W końcu uznawano kontorniaty nawet za rodzaj noworocznych upominków.
Czymkolwiek były, stanowią dziś interesujący obiekt kolekcjonerski, osiągający na rynku numizmatycznym znaczne ceny, tym bardziej, iż aktualnie są na nim rzadko spotykane. W numizmatyce nie mają jednak tej rangi co np. medaliony. Ogólne zainteresowanie nimi jako obiektami bardzo nieczęstymi i wciąż nierozpoznanymi, jest stosunkowo niewielkie.

Przykłady różnorodnych wyobrażeń z kontorniatów
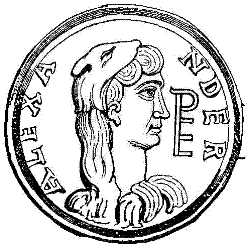
z Aleksandrem Wielkim i monogramem (awers)
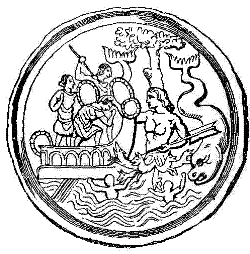
ze sceną mitologiczną (rewers)
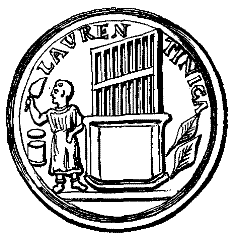
z organami (rewers kontorniatu z podobizną Nerona)
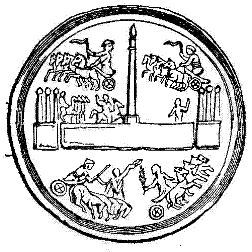
ze sceną z hipodromu (rewers kontorniatu z podobizną Trajana)

## Literatura tematu
- Justin Sabatier: Description des médaillons contorniates. Paris 1860
- Andreas Alföldi: Die Kontorniaten. Ein verkanntes Propagandamittel der stadt-römischen heidnischen Aristokratie in ihrem Kampfe gegen das christliche Kaisertum. Budapest: Magyar Numizmatikai Társulat / Leipzig: Harrasowitz, 1942-43 (2 tomy)
- Andreas Alföldi, Elisabeth Alföldi-Rösenbaum: Die Kontorniat-Medaillons. Berlin: De Gruyter, 1976/1990 (2 tomy) ISBN 3-11-003484-0 ISBN 3-11-011905-6
- Peter Franz Mittag: Alte Köpfe in neuen Händen. Urheber und Funktion der Kontorniaten. Bonn: Dr. Rudolf Habelt GmbH, 1999, ISBN 3-7749-2885-1